# 方庭

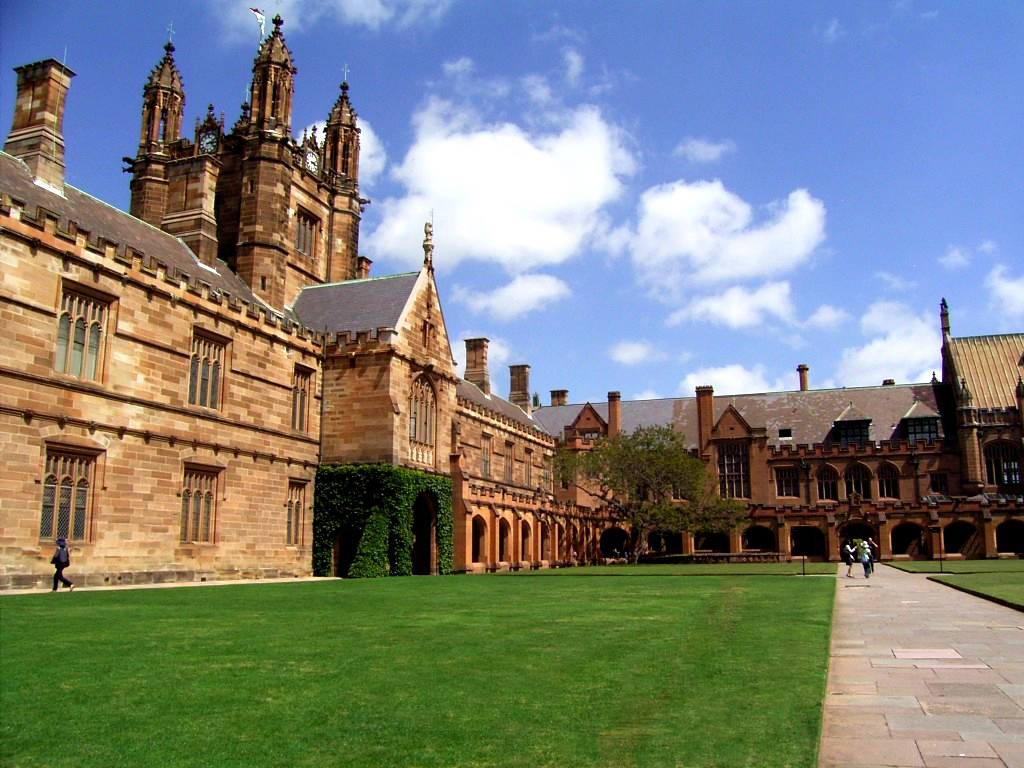
悉尼大学

在建筑学中，方庭（Quadrangle，quad）是一个空间或庭院，通常为正方形或长方形，四周全部或大部分由大型建筑（或几个较小的建筑物）环绕。它与大学校园建筑关系最为密切，但也见于宫殿等其他建筑。大多数方庭是露天的，但也有一些有屋顶（通常用玻璃），为学生的社交聚会或咖啡馆提供额外的空间。

## 著名方庭
- 英国牛津
  - 汤姆方庭
  - 派克沃特方庭
  - 蓝野猪方庭
  - Radcliffe Quadrangle
  - Mob Quad